# Zagrebački omladinski komorni orkestar
Zagrebački omladinski komorni orkestar (ZOKOR) je hrvatski glazbeni ansambl. Izvode komornu glazbu.
Utemeljili su ga 1957. učenici, mahom gudači, poslije studenti zagrebačke Muzičke akademije. Organizacijski ih je predvodio Zlatko Stahuljak.
Osnovan je radi nastavljanja tradicije usavršavanja gudačkog komornog glazbarenja, na tragu za zagrebačku i općenito hrvatsku sredinu iznimnih ostvarenja koja je u području violinističke i gudačke visokoškolske pedagogije postigao Vaclav Huml, osnivač Zagrebačke violinističke škole. Pozvali su Rudolfa Matza, da im bude pedagog, dirigent i umjetnički voditelj, a on je taj poziv prihvatio.
Ansambl je već do kraja desetljeća održao preko 70 koncerata u Hrvatskoj i inozemstvu, od kojih se ističe nastup na festivalu Internationale Jugend Festspieltreffen (Međunarodni festivalski susret mladih)u Bayreuthu.
ZOKOR je djelovao s prekidima. Neko je vrijeme bio dio ansambla Komornog studija Zagrebačke filharmonije. Od 1994. vodi ih violinist i dirigent Zlatan Srzić. Poslije ih vode maestro Pavle Dešpalj, Jasenka Ostojić-Radiković, Tomislav Fačini te violinist Tonko Ninić.